# 横浜市営バス緑営業所
横浜市営バス緑営業所（よこはましえいバスみどりえいぎょうしょ）は、横浜市緑区白山に所在する横浜市交通局自動車部（横浜市営バス）のバス営業所である。最寄駅は鴨居駅、最寄バス停留所は緑車庫前である。横浜市営バスの路線のうち、主に緑区・神奈川区・旭区・都筑区南部を運行する路線を担当する。
1956年（昭和31年）に開設された。なお同年には港南営業所も開設されている。
2008年より、全ての路線を横浜交通開発に委託している。

## 沿革
- 1947年8月1日：横浜駅 - 川和線開設に伴い川和詰所を設置。
- 1956年
  - 7月1日： 西営業所中山出張所として開設（横浜市港北区中山町、現・横浜市中山みどり園の場所）。
  - 7月29日：中山車庫を開設（出張所の位置）。
- 1964年12月19日：港北出張所設置。中山出張所を中山詰所に変更。
- 1965年7月11日： 西営業所の廃止と保土ケ谷営業所の開設に伴い、保土ケ谷営業所の出張所に変更。
- 1970年4月10日： 営業所として独立、（初代）港北営業所となる。
- 1971年10月18日： 川和詰所を川和派出所へ変更。
- 1973年5月12日： 緑営業所に改称。
- 1976年3月31日： 営業所敷地内に市営住宅完成。
- 1983年3月24日： 中山駅北口バスターミナル開設に伴い、33・43・73・74・90系統を中山駅北口発着に移行し、緑車庫 - 中山駅北口間の出入庫便を設定。
- 1990年1月29日： 305系統 市が尾駅 - 中山駅北口間運行開始する。
- 1991年6月28日： 港北ニュータウン営業所開設に伴い、川和派出所を詰所に格下げし、中山駅北口発着系統を移管。北口出入庫便を廃止。
- 2007年
  - 3月15日： 港北ニュータウン営業所から305・306・310系統の移管を受ける。23・65系統を若葉台営業所へ移管。
  - 4月1日： 港北ニュータウン営業所廃止に伴い、33・73・74・80・90系統の移管を受ける。81・96・120系統を廃止。
- 2008年
  - 2月9日： 73・74・80・90系統を若葉台営業所へ移管。92系統を保土ケ谷営業所へ移管。保土ケ谷営業所・若葉台営業所から136系統を移管される。同日、乗合バスの全運行を横浜交通開発へ委託。
  - 2月24日： 管内全路線においてPASMOを導入。
  - 12月31日 - 2009年1月1日 : 39系統の東神奈川駅西口 - 中山駅間で終夜運転を実施。
- 2015年4月1日: 100系統（ららぽーと直行）を横浜交通開発へ移譲。
- 2016年3月26日: 中山駅発の路線で経路変更。「緑消防署前」「緑区役所前」停留所を新設。
- 2021年4月1日 : 119系統（峰小学校発着便）を廃止する。また、管内多くの路線でダイヤ改正を実施する[2]。
- 2024年
  - 4月1日 : 36・295系統のうち、菅田町発着を西菅田団地発着に変更する。また、深夜バスと雨の日臨時便を廃止[3][4]。
  - 10月1日 : 136系統を相鉄バスに移管（相鉄バスの系統名は旭14【急行】）[5][6]。また、管内多くの路線で乗務員不足のためのダイヤ改正を実施する[6]。

## 現行路線

### 1系統
| No. | 運行区間            |
| --- | ------------------- |
| 1E  | 中山駅前 ← 緑車庫前 |
| 1F  | 中山駅前 → 緑車庫前 |

路線沿革
- 1928年11月10日 : 市営バス開業時に設定された三ツ沢線（神奈川 - 青木橋 - 反町東横電車前 - 三ツ沢）が当系統のルーツであると考えられる[疑問点 – ノート]。
- 1955年頃： 1系統 横浜駅前 - 反町 - 三ツ沢西町 - 岡沢町 - 和田町線となる。岡沢町折返しの区間便もあった。西営業所の所管であった。
- 1961年5月1日： 22系統（中山駅 - 和田町間運行）を統合し、横浜駅 - 反町 - 三ツ沢 - 梅の木 - 鴨居町 - 中山駅間の運行となる。同時に西営業所中山出張所の所管となる。
- 1965年9月1日： 港北車庫（現：緑車庫）折返便を新設。一時期の間、横浜駅 - 鴨居駅運行便が存在した模様だが、詳細不明。
- 1970年頃： 横浜駅西口発着に変更
- 1975年頃： 中山駅前 - 竹山団地折返所運行便を新設
- 1989年7月21日： 横浜駅西口 → 洪福寺 → 緑車庫前 → 中山駅前(C)、横浜駅西口 → 洪福寺 → 緑車庫前運行便(D)を新設。朝夕のみの運行であった。
- 1995年3月29日： 洪福寺経由便を廃止。
- 2007年10月1日： 中山駅前 - 緑車庫前間運行便以外を神奈中バスへ移譲
- 2021年4月1日：ダイヤ改正に伴い、12系統に振り替えられる形で大幅に運行本数が削減される[2]。

中山駅発着各系統の出入庫路線である。2007年に当子系統以外の全運行が神奈川中央交通に移譲された。路線移譲後の路線については神奈川中央交通中山営業所#横浜駅西口 - 梅の木 - 中山駅方面の項を参照のこと。
1系統は市営バス開業当初の三ツ沢線を発祥とし、その後長らく横浜駅と中山駅を結ぶ系統として運行されていたが、路線移譲前の末期は出入庫路線である中山駅前 - 緑車庫前間の便が本数としては多くなっていた。早朝に三ツ沢西町発が、また1日に数本緑車庫前発着の便があった。過去には神奈川中央交通横51系統と同ルートの洪福寺経由便も存在した。

### 12系統
| No. | 運行区間                                             |
| --- | ---------------------------------------------------- |
| 12U | 西菅田団地 → 菅田町 → 鴨居駅前 → 緑車庫前 → 中山駅前 |
| 12S | 西菅田団地 ← 菅田町 ← 鴨居駅前 ← 緑車庫前 ← 中山駅前 |
| 12H | 西菅田団地 - 菅田町 - 鴨居駅前 - 緑車庫前            |
| 12Q | 西菅田団地 → 菅田町 → 鴨居駅前                       |
| 12O | 西菅田団地 - 菅田町 - 鴨居駅前 - 白山高校            |
| 12P | 鴨居駅前 → 緑車庫前 → 中山駅前                       |
| 12V | 鴨居駅前 ← 緑車庫前 ← 中山駅前                       |
| 12I | 鴨居駅前 - 白山高校                                  |
| 12G | 白山高校 → 緑車庫前 → 中山駅前                       |
| 12T | 白山高校 ← 緑車庫前 ← 中山駅前                       |
| 12K | 白山高校 - 緑車庫前                                  |

路線沿革
- 1968年9月1日： 横浜駅西口 - 大丸 - 菅田町 - 港北車庫（現：緑車庫前）間を開設。菅田町折返便も設定。
- 1971年12月1日： 西菅田団地経由に変更。西菅田団地折返便も設定。
- 1984年9月1日： 白山高校経由便を新設。（緑車庫前 - 白山高校、緑車庫前 - 白山高校 - 鴨居駅前 - 西菅田団地）
- 1985年3月14日： 横浜市営地下鉄3号線新横浜延伸に伴い片倉町駅経由に変更。片倉町駅折返便も設定。
- 1996年3月29日： 横浜駅西口 - 西菅田団地間の運行を廃止、81系統として分離。36系統中山駅前発着便廃止の補完として中山駅前 - 鴨居駅前運行便を新設する。
- 2021年4月1日: 西菅田団地 - 中山駅前運行便を新設[2]。1・39系統の運行を振り替える形で緑車庫前 - 中山駅前間は当系統が主体となる[2]。

JR横浜線鴨居駅とその周辺の西菅田団地・白山高校間の輸送を担う系統である。西菅田団地 - 鴨居駅前 - 緑車庫前間は36系統と並行しており、この区間は両系統合わせて毎時5 - 7本程度の運行便数となっている。鴨居駅前 - 白山高校間は119系統も運行しており、この区間は両系統合わせて毎時4本程度の運行便数とされている。中山駅前を発着する便も運行されているが中山駅前 - 西菅田団地の全区間を通して運行する便はなかったものの、2021年4月1日のダイヤ改正で39系統の中山駅前発着便を置き換える形で運行を開始した。同時に白山高校経由便はすべて白山高校を始発・終点とする形に改められた。白山高校停留所では校門前と高校から約100m離れた折返所の2箇所で降車扱いをしており、乗車は折返所でのみ客扱いをしていたが、校門前のバス停名称が「白山高校正門前」に変更され、重複は解消された。但し、バス停名称変更後も、客扱いの仕様は変わっていない。
かつては緑車庫前 - 西菅田団地 - 片倉町駅前 - 三ツ沢総合グランド入口 - 横浜駅西口の路線であったが、横浜口が81系統として分離された後に81系統は廃止された。
なお西菅田団地停留所は相鉄バス浜1系統の同名停留所とは別位置にあり、両バス停間は徒歩で10分程度かかる。

### 36・326系統
| No.  | 運行区間                                                                                               | 備考                                    |
| ---- | --- | --------------------------------------- |
| 36B  | 横浜駅西口 → 東神奈川駅西口 → 六角橋 → 神大寺 → 片倉町駅前 → 西菅田団地 → 菅田町 → 鴨居駅前 → 緑車庫前 |                                         |
| 36C  | 横浜駅西口 → 東神奈川駅西口 → 六角橋 → 神大寺 → 片倉町駅前 → 菅田町 → 鴨居駅前 → 緑車庫前              |                                         |
| 36H  | 横浜駅西口 → 東神奈川駅西口 → 六角橋 → 神大寺 → 片倉町駅前 → 西菅田団地                                |                                         |
| 36J  | 東神奈川駅西口 - 六角橋 - 神大寺 - 片倉町駅前 - 西菅田団地 - 菅田町 - 鴨居駅前 - 緑車庫前              |                                         |
| 36K  | 東神奈川駅西口 - 六角橋 - 神大寺 - 片倉町駅前 - 菅田町 - 鴨居駅前 - 緑車庫前                           |                                         |
| 36G  | 東神奈川駅西口 - 六角橋 - 神大寺 - 片倉町駅前 - 西菅田団地                                             |                                         |
| 36F  | 西菅田団地 → 片倉町駅前 → 神大寺 → 六角橋 → 東神奈川駅西口 → 横浜駅西口                                |                                         |
| 36N  | 緑車庫前 → 鴨居駅前 → 菅田町 → 西菅田団地 → 片倉町駅前 → 神大寺 → 六角橋 → 東神奈川駅西口 → 横浜駅西口 |                                         |
| 36O  | 緑車庫前 → 鴨居駅前 → 菅田町 → 片倉町駅前 → 神大寺 → 六角橋 → 東神奈川駅西口 → 横浜駅西口              |                                         |
| 326C | 緑車庫前 → 鴨居駅前 → 菅田町 → 西菅田団地 → 片倉町駅前 → 神大寺 → 六角橋 → 東神奈川駅西口 → 横浜駅西口 | 菅田町入口→横浜駅西口間で急行運転を実施 |

路線沿革
- 1952年10月25日： 36系統市役所前（二ツ谷町） - 六角橋 - 菅田町間を開設。
- 1959年時点 : 多くの便が横浜駅西口 - 菅田町間の運行になっており、二ツ谷町 - 菅田町の区間便は2便のみになっていた。
- 1962年9月20日： 横浜駅西口 - 六角橋 - 菅田町 - 中山駅前運行便を新設。
- 1966年1月10日： 横浜駅西口 - 六角橋 - 八反橋間、東神奈川駅西口 - 六角橋 - 八反橋間、菅田町 - 八反橋間運行便を新設。
- 1968年頃 : 浅間町車庫前発着便が運行されるようになる。
- 1974年4月8日： 横浜駅西口 - 六角橋 - 神大寺入口間運行便を新設。
- 1976年3月31日： 八反橋 - 東泉寺前 - 羽沢団地 - 八反橋 - 岸根 - 六角橋 - 横浜駅西口間運行便を新設。
- 1980年代： 八反橋 - 東泉寺前 - 羽沢団地 - 八反橋 - 新横浜駅前 - 岸根 - 六角橋 - 横浜駅西口間運行便を新設。これは平日日中のみの運行とされ、土休日日中は引き続き八反橋 - （新横浜駅非経由） - 岸根 - 横浜駅西口間で運行された。
- 1980年代から12系統と同様に西菅田団地を経由する便が運行されている。
- 1985年3月14日： 横浜市営地下鉄3号線新横浜延伸に伴い片倉町駅前経由に変更。
- 1996年3月29日： 中山駅前発着便・浅間町車庫前発着便と岸根・新横浜駅経由便を廃止、八反橋・神大寺入口発着便を82系統として分離。緑車庫前 - 西菅田団地 - 横浜駅西口間運行とその区間便からなるシンプルな運行系統へ再編。
- 2007年4月1日： 81・120系統廃止に伴い菅田町方面 - 片倉町駅前発着便を新設。
- 2008年3月30日： 120系統廃止に対する施策として、菅田町入口停留所での129系統新横浜駅方面への乗り継ぎが無料となる乗り継ぎ運賃制度を設定。
- 2009年6月1日： 338系統雨の日臨時便菅田町 - 片倉町駅前を新設。
- 2009年11月2日： 377系統深夜バス東神奈川駅西口→緑車庫前を新設。
- 2011年6月13日： 326系統急行緑車庫前・菅田町→横浜駅西口を新設。
- 2012年2月12日： 295系統新設に伴い西菅田団地経由の片倉町駅発着便を廃止。
- 2013年3月30日： 延長の試験運行でダイヤ増加のため120系統廃止に対する施策として、菅田町入口停留所での129系統新横浜駅前方面への乗り継ぎが無料となる乗り継ぎ運賃制度を廃止。
- 2022年10月1日： 326系統が全便緑車庫前始発に変更となり、菅田町始発が廃止。
- 2024年4月1日： 菅田町発着便が廃止となり西菅田団地発着に変更、また377系統深夜バスと338系統A雨の日臨時便を廃止[3][4]。

36系統は神奈川区内の鉄道空白地帯と周辺駅を結ぶ基幹系統である。浅間町営業所との共管系統であるが、大半を緑営業所が担当している。終日横浜駅西口 - 緑車庫間の全線直通便が中心の運行であり、朝夕ラッシュ時間帯を主に線内区間便が運行され需要を補完している。緑車庫前 - 鴨居駅前 - 西菅田団地間は12系統と並行しており、西菅田団地経由便の割合は午前と午後で異なる旅客流動に応じて時間帯により異なる。前述の通り82系統は36系統より独立分離した子系統であり、横浜側で同一経路を運行している。平日朝には急行便である326系統が横浜方面行のみ運行される。以前は、緑車庫前・菅田町方面から菅田町入口にて129系統の新横浜方面に乗り継ぐ際に2回目の運賃が無料となる乗り継ぎ運賃制度が利用可能だった。詳細は横浜市営バス#乗継運賃制度（廃止）の節を参照のこと。
なお西菅田団地停留所は相鉄バス浜1系統の同名停留所とは別位置にあり、両バス停間は徒歩で10分程度かかる。西菅田団地 - 横浜駅西口区間は相鉄バス浜1系統も走行しており、こちらはかつて走行していた81系統の三ツ沢総合グランド入口を経由するルートである。

### 39系統
| No. | 運行区間 |
| --- | --- |
| 39A | 横浜駅西口 → 東神奈川駅西口 → 六角橋 → 篠原池（岸根公園駅） → 小机駅前 → 東本郷町 → 鴨居駅前 → 緑車庫前 → 中山駅前 |
| 39B | 横浜駅西口 - 東神奈川駅西口 - 六角橋 - 篠原池 - 小机駅前 - 東本郷町 - 鴨居駅前 - 緑車庫前                          |
| 39C | 東神奈川駅西口 → 六角橋 → 篠原池 → 小机駅前 → 東本郷町 → 鴨居駅前 → 緑車庫前 → 中山駅前                            |
| 39D | 東神奈川駅西口 - 六角橋 - 篠原池 - 小机駅前 - 東本郷町 - 鴨居駅前 - 緑車庫前                                       |
| 39G | 小机駅前 - 東本郷町 - 鴨居駅前 - 緑車庫前                                                                          |
| 39H | 横浜駅西口 ← 東神奈川駅西口 ← 六角橋 ← 篠原池 ← 小机駅前 ← 東本郷町 ← 鴨居駅前 ← 緑車庫前 ← 中山駅前               |

路線沿革
- 1956年12月1日： 39系統横浜駅 - 中山駅線を開設。
- 1970年頃： 横浜駅西口発着に変更。
- 2005年2月28日： 3か月間の試験運行として373系統が設定される。
- 2005年5月28日： 373系統が本運行に移行する。
- 2011年6月13日： 中山駅発東神奈川駅西口着運行便（C）の設定を廃止。
- 2013年3月18日： 深夜バスの運行区間を中山駅前までに短縮、373系統Aの設定を廃止[7]。
- 2021年4月1日 : 渋滞対策として、平日早朝・深夜を除き終日にわたって緑車庫発着に変更[2]。小机駅発着便を廃止する[2]。
- 2024年4月1日：ダイヤ改正により373系統深夜バスを廃止[3]。
- 2024年10月1日：小机駅前始発緑車庫前行き新設。

横浜上麻生道路を運行して横浜市中心部と岸根地区・東本郷地区を結ぶ系統である。現在は横浜駅西口 - 緑車庫前間の運行が中心であり、中山駅前発着便は少ない。2013年3月30日より現在まで、横浜駅から東へ向かう系統である31・35・36・38・59・82・326系統の横浜駅西口行きも鶴屋町3丁目停留所を経由しているが、当系統はそれ以前から横浜駅西口行きのみ鶴屋町3丁目停留所を経由している。
六角橋 - 鴨居駅前間の所要時間は36系統より短い。他に東神奈川駅西口発着便が少数存在する。一時期は鴨居駅前 - 小机駅前間の狭隘道路をスムーズに運行するために中型車両のみが充当されていたが、路線再編により当系統に利用が集中することとなった2007年頃から再び一般大型車両が使用されている。

### 56系統
| No. | 運行区間                                          |
| --- | ------------------------------------------------- |
| 56A | 鴨居駅前 - 鴨居町 - 竹山団地中央 - 竹山団地折返場 |

路線沿革
- 1970年11月19日： 鴨居駅前 - 竹山団地折返場を開設[1][出典無効]。
- 2024年4月1日：353系統深夜バスを廃止[3]。

JR横浜線鴨居駅と竹山団地を結ぶ短距離の団地輸送路線である。神奈中バス中山営業所との共同運行であり両社局共通定期券の設定・取扱がある。市営バス・神奈中バス合わせ毎時4本程度運行されている。

### 73系統
| No. | 運行区間                                                                                             |
| --- | --- |
| 73M | センター南駅 ← みずきが丘 ← 川和町 ← 佐江戸 ← 都筑ふれあいの丘駅 ← センター南駅 （午前・循環外回り） |
| 73L | センター南駅 → みずきが丘 → 川和町 → 佐江戸 → 都筑ふれあいの丘駅 → センター南駅 （午後・循環内回り） |
| 73N | センター南駅 → みずきが丘 → 川和町 → 瑞雲寺前                                                        |
| 73O | センター南駅 → みずきが丘 → 川和町                                                                   |

路線沿革
- 1964年4月9日： 中山駅 - 川和高校前を開設。西営業所中山出張所の所管で、運行回数は9.5回であった。
- 1983年3月24日： 中山駅北口 - 川和高校前間の運行に変更。
- 1984年11月頃： 中山駅北口 - 川和高校前 - 都筑ふれあいの丘 - 佐江戸 - 中山駅前循環線を新設。
- 1991年6月28日： 緑営業所から港北ニュータウン営業所へ移管。
- 1994年1月4日： 循環線を中山駅北口 - 川和高校前 - 都筑ふれあいの丘 - 佐江戸 - 中山駅北口の運行に変更。
- 1994年11月7日： 循環運行便を廃止、中山駅北口 - 川和高校前、中山駅北口 - 川和高校前 - センター南駅、中山駅北口 - 都筑ふれあいの丘 - センター南駅の運行に変更。
- 1997年8月1日： 中山駅北口 - 川和高校前 - センター南駅運行便を中山駅前発着に変更。中山駅北口 - 都筑ふれあいの丘 - センター南駅運行便を80系統として分離。43・74・90等の港北NT車庫入出庫便であった中山駅北口 - 川和高校前運行便は73系統として存続
- 2007年4月1日： 中山駅北口→川和高校前運行便を廃止。港北ニュータウン営業所廃止に伴い緑営業所へ移管。横浜市生活交通バス路線維持制度による補助対象路線となる。
- 2008年2月9日： 緑営業所から若葉台営業所へ移管。
- 2008年3月30日： 都筑ふれあいの丘駅乗入便を新設。センター南駅方面から御影橋にて301系統に乗り継ぐ際に2回目の乗車運賃が無料になる乗り継ぎ運賃制度を設定。
- 2010年11月1日： 274系統の廃止に伴い川和高校 - センター南駅間を見花山・都筑ふれあいの丘駅経由から牛谷戸・みずきが丘経由に変更。乗り継ぎ運賃制度の設定は廃止。
- 2014年11月1日： 若葉台営業所から緑営業所へ移管。
- 2015年10月1日： 牛谷戸 - 荏田高校入口間に華蔵橋停留所を新設。
- 2023年1月4日：中山駅前 - センター南駅の運行を廃止。センター南駅発着の循環運行便、センター南駅→瑞雲寺前、センター南駅→川和町便を新設。

センター南駅から都筑ふれあいの丘駅、川和町、佐江戸を経由し、再びセンター南駅に戻る循環系統である。運行便数は開設当初より概ね1 - 2時間に1本程度である。
当初は田園都市線の開業前に中山駅から川和高校へのアクセス路線として開設され、その後港北ニュータウン開発と周辺交通の整備により中山駅発着のニュータウン内双方向循環路線になるなどの変遷を経ている。かつての都筑ふれあいの丘経由便は現在#80系統として運行されている。また、2007年まで港北NT営業所への入出庫と通学対策をかねて中山駅北口 - 川和高校前区間便が残されていたが、最後期は平日・土曜朝の数本のみの運行であった。
2023年1月4日以前はJR横浜線中山駅南口・横浜市営地下鉄センター南駅の間を川和町・港北ニュータウンの西側地域を廻って運行する路線であったが、同日以降は現在の運行形態となった。
80系統と同じく、2008年2月9日に若葉台営業所に移管されたが、2014年11月1日より再び緑営業所が担当する路線となった。主に大型車が充当されるが、中型車も充当されることがある。
2021年現在、不採算路線として横浜市道路局の横浜市生活交通バス路線維持制度による補助金を受けて運行されている。

### 80系統
| No. | 運行区間                                               |
| --- | ------------------------------------------------------ |
| 80C | 中山駅北口 → 地蔵尊前 → 佐江戸 → 星ヶ谷 → センター南駅 |
| 80D | 中山駅北口 ← 地蔵尊前 ← 佐江戸 ← 星ヶ谷 ← センター南駅 |

路線沿革
- 1997年8月1日： 開設。所管は港北ニュータウン営業所であった。
- 2007年4月1日： 港北ニュータウン営業所廃止に伴い緑営業所へ移管。横浜市生活交通バス路線維持制度による補助対象路線となる。
- 2008年2月9日： 緑営業所から若葉台営業所へ移管。
- 2008年3月30日： センター南駅方面から御影橋にて301系統に乗り継ぐ際に2回目の乗車運賃が無料になる乗り継ぎ運賃制度を設定。
- 2014年11月1日： 若葉台営業所から緑営業所へ移管。
- 2023年1月4日：千代橋経由から地蔵尊前経由に経路変更。

73系統の佐江戸・星ヶ谷廻りの経路が独立した系統である。73系統と同様中型車の運用がある。市営地下鉄グリーンラインから離れた中原街道沿いの市街化調整区域を運行しており、不採算路線であるため現在は横浜市道路局の横浜市生活交通バス路線維持制度による補助金を受けて運行が維持されている。概ね1 - 2時間に1本の運行である。なお、センター南駅方面から御影橋にて301系統に乗り継ぐ際に2回目の運賃が無料となる乗り継ぎ運賃制度が利用可能であった。詳細は横浜市営バス#乗継運賃制度（廃止）の節を参照のこと。
73系統と同じく、2008年2月9日に若葉台営業所に移管されたが、2014年11月1日より再び緑営業所が担当する路線となった。

### 82系統
| No. | 運行区間                                                                     |
| --- | ---------------------------------------------------------------------------- |
| 82A | 横浜駅西口 → 東神奈川駅西口 → 六角橋 → 神大寺 → 日枝橋 → 片倉町駅前 → 八反橋 |
| 82C | 東神奈川駅西口 - 六角橋 - 神大寺 - 日枝橋 - 片倉町駅前 - 八反橋              |
| 82F | 横浜駅西口 ← 東神奈川駅西口 ← 六角橋 ← 神大寺 ← 日枝橋 ← 片倉町駅前 ← 八反橋 |

路線沿革
- 1996年3月29日 : 36系統から分離する形で新設される。

八反橋発着便は浅間町営業所との共管系統である。この他に神大寺入口発着があるが、こちらは浅間町単独管理となっている。36系統のうち、浅間町担当が多かった八反橋便と神大寺入口便が系統分離され、82系統になった。両系統合わせて1時間に1 - 3本程度の運行である。朝夕を中心に東神奈川駅西口発着の区間便が運行される。

### 92系統
| No. | 運行区間                                                         |
| --- | ---------------------------------------------------------------- |
| 92A | 横浜駅西口 ← (鶴屋町3丁目) ← 洪福寺 ← 和田町 ← 梅の木 ← 笹山団地 |
| 92B | 横浜駅西口 → 洪福寺 → 和田町 → 梅の木 → 笹山団地中央             |
| 92C | 横浜駅西口 ← (岡野町) ← 洪福寺 ← 和田町 ← 梅の木 ← 笹山団地      |

路線沿革
- 1967年12月1日 - 運行開始[2]。
- 2008年2月9日 - 保土ケ谷営業所に移管する。
- 2020年4月1日 - 当営業所との共管になる[11]。

横浜駅西口から国道16号線を通り、保土ケ谷区内の笹山団地結ぶ路線。全ての便が横浜駅西口 - 梅の木で急行運転行っており、途中、洪福寺・峯小学校前・和田町・上星川・川島町・梅の木保育園前（笹山団地方向のみ）に停車する。路線開設時は往復ともに笹山団地発着であったが、のちに笹山団地方向のみが笹山団地中央まで延伸された。
2008年2月9日ダイヤ改正により保土ケ谷営業所へ移管されたが、2020年4月1日のダイヤ改正から再び当営業所も担当する事になり、保土ヶ谷と緑の共管路線となった。

### 119系統
| No.  | 運行区間                                                   |
| ---- | ---------------------------------------------------------- |
| 119F | 鴨居駅前→新井町→千丸台団地→白山高校→鴨居駅前               |
| 119F | 鴨居駅前 → 白山高校正門前 → 千丸台団地 → 新井町 → 鴨居駅前 |

路線沿革
- 1987年6月1日： 119系統鴨居駅 - 新井町・千丸台団地 - 鴨居駅循環線、354系統深夜バス西谷駅前→笹山団地→竹山団地→緑車庫線を開設。
- 1988年4月1日： 119系統鴨居駅 - 新井町 - 峰小学校線を開設。
- 2004年12月20日： 354系統深夜バス西谷駅 → 緑車庫を鴨居駅発千丸台団地経由へ変更。これにより一部経路は2回通過となった。
- 2011年6月13日：白山中央 - 白山一丁目間に、白山二丁目停留所を新設。白山中央始発便(119系統C)は白山二丁目始発へと変更(119系統E)とする。
- 2015年4月1日： 白山高校回りの停車する白山高校前停留所を白山高校正門前へと名称変更。同系統の行き先表示も白山高校正門前と表記したものへと変更。
- 2021年4月1日： 鴨居駅前 - 新井町 - 峰小学校線が廃止[2]。
- 2024年4月1日：354系統深夜バスを廃止[3]。

鴨居駅と千丸台団地や周辺高校を結ぶ循環路線である。神奈川中央交通中山営業所との共同運行で、共通定期券の取扱がある。新井町経由は毎時１〜２本、白山高校経由は毎時1本程度運行されている。

### 124系統
| No.  | 運行区間                                                                                                  |
| ---- | --- |
| 124G | センター南駅 - 都筑ふれあいの丘駅 - 川和台 - 石橋                                                         |
| 124M | センター南駅 - 都筑ふれあいの丘駅 - 川和台 - 石橋 - ららぽーと横浜西 - 鴨池大橋 - 緑車庫前                |
| 124K | センター南駅 → 都筑ふれあいの丘駅 → 川和台 → 石橋 → ららぽーと横浜西 → 鴨池大橋 → 上菅田町 → 笹山団地中央 |
| 124K | 笹山団地 → 上菅田町 → 鴨池大橋 → ららぽーと横浜西 → 石橋 → 川和台 → 都筑ふれあいの丘駅 → センター南駅     |

路線沿革
- 1993年3月18日： 横浜市営地下鉄3号線（現：ブルーライン）のあざみ野延伸に伴い、310系統センター南駅 - 石橋（一部便センター南駅 - 石橋 - 仲町台駅）を開設。担当営業所は港北ニュータウン営業所。
- 1995年4月24日： センター南駅 - 仲町台駅運行便を瑞雲寺前(現：川和町駅)経由に変更。
- 2004年2月9日： 新たに整備された鴨池大橋を経由する唯一の路線として124系統石橋 - 鴨池大橋 - 笹山団地中央を開設。
- 2007年3月15日： ららぽーと横浜開業に伴い310系統石橋発着便をららぽーと横浜へ延伸。124系統を310系統ららぽーと横浜発着便と同経路にてセンター南駅へ延伸・ららぽーと横浜経由へ変更。同時に310系統全便を港北ニュータウン営業所から緑営業所へ移管。なお、ららぽーと出入口に道路片側からしか進入できないことからその周辺にて下記のような周回経路をとっていた。
  - 笹山団地発センター南駅方面：鴨池大橋→ららぽーと横浜→藪根→佐江戸
  - センター南駅発笹山団地方面：佐江戸→出崎橋（現：ららぽーと横浜西）→ららぽーと横浜→藪根→出崎橋→鴨池大橋
- 2007年4月1日： 310系統センター南駅 - 仲町台駅運行便が横浜市生活交通バス路線維持制度による補助対象路線となる
- 2008年3月30日： 横浜市営地下鉄グリーンライン開業に伴い日中運行便のみ都筑ふれあいの丘駅経由に変更。311系統川和町駅 - 石橋を開設。
- 2008年7月28日： 124・310系統の系統整理が行われ、これまで310系統であったセンター南駅 - 石橋運行便、センター南駅 - ららぽーと横浜運行便を124系統へ統合、センター南駅 - 仲町台駅運行便のみ310系統として存続とされる。
- 2010年4月26日： 124系統のららぽーと横浜乗入運行を廃止。センター南駅 - ららぽーと横浜運行便は緑車庫前へ延伸、ららぽーと横浜 - 笹山団地運行便は石橋発着へ再度変更。311系統を石橋から緑車庫前へ延伸。
- 2013年3月16日： 124・310系統のダイヤ改正を実施、311系統を廃止。
- 2017年9月30日： 310系統を廃止。
- 2019年3月16日： 終日にわたり都筑ふれあいの丘駅経由に変更。
- 2021年10月1日：笹山団地 - 石橋便の運行を終了。
- 2023年4月3日：ダイヤ改正により一部便が若葉台営業所へ移管される、ただし石橋・緑車庫発着便は全て緑営業所の管轄。

124系統は、センター南駅から川和台地区を経由して大型ショッピングセンターのららぽーと横浜付近、徒歩連絡でJR横浜線鴨居駅へアクセス可能な鴨池大橋へ至る路線であり、一部の便はさらに南下し保土ヶ谷区の笹山団地まで足を伸ばす。以前は日中の運行便のみ都筑ふれあいの丘駅へ乗り入れていたが、現在は終日運転に拡大されている。2021年10月現在ではセンター南駅 - 笹山団地間とセンター南駅 - 緑車庫間がメインとなっている。笹山団地内では92系統と同様に循環運行をしており、到着便は笹山団地中央まで、始発便は笹山団地からの運行である。
当系統は元来、港北ニュータウン地域を運行する310系統（センター南駅 - 石橋）と、上菅田地区から横浜線鴨居駅へ徒歩連絡が可能な鴨池大橋へ運行することで1系統の補完的役割を持つ路線として開設された124系統（石橋 - 笹山団地）とで別々の運行系統であったが、ららぽーと横浜への乗り入れ開始に伴い両系統が統合された。しかしららぽーと横浜への乗り入れは周辺経路の混雑が激しく、特に週末は渋滞により著しく運行が遅延していたことから2010年のダイヤ改正で取り止めとされ、ららぽーと横浜発着便は緑車庫発着へと変更された。ただしららぽーと横浜へは「ららぽーと横浜西」（旧「出崎橋」）バス停から徒歩でアクセスが可能である。
124系統の開設当初の収支は市営バス路線中でも最低クラスの路線であったが、この一連の改編により改善されている。その後も沿線に企業や住宅が多数存在することもあり、利用数は微増している。
現在、日中時間帯はセンター南 - 鴨池大橋間が平日毎時2本、土日祝日毎時3本、鴨池大橋 - 笹山団地間、鴨池大橋 -  緑車庫間がそれぞれ平日毎時1本土日祝日毎時1,2本で運行されている。
2013年3月16日のダイヤ改正で、311系統の廃止代替を兼ねて緑車庫発着便の運行時間帯が平日朝の緑車庫方向を除く終日に拡大され、平日のセンター南駅発最終便（石橋行き）は23時台に繰り下げられた。
2023年4月3日のダイヤ改正でK運用のみ一部便が若葉台営業所に移籍し、共管路線となった。

### 172・256系統
| No.  | 運行区間                                                            |
| ---- | ------------------------------------------------------------------- |
| 172A | 鴨居駅前 → 新井町 → 西谷駅前 → 笹山団地 → 竹山団地折返場 → 鴨居駅前 |
| 256A | 鴨居駅前 → 竹山団地折返場 → 笹山団地 → 西谷駅前 → 新井町 → 鴨居駅前 |

路線沿革
- 2021年4月1日 : 62・119系統（峰小学校発着便）の代替として運行開始[2]。
- 2025年1月6日：172系統西谷駅方向の愛宕バス停を廃止[13]。

2021年4月1日のダイヤ改正で運行を終了した62・119系統（峰小学校発着便）の代替として設定された循環路線。東京方面への直通運転を開始した相鉄線西谷駅とららぽーと横浜などがあるJR横浜線鴨居駅を結び地域要望によって設定された。鴨居駅から新井町先回りを172系統、竹山団地先回りを256系統としている。竹山団地 - 笹山団地間は従来は深夜バスしか運行しない区間であったが、当路線の開設により通常の路線バスも運行されるようになった。この時新設された竹山４丁目バス停は、1971年の設置から50年を経て使用されることとなった。

### 221系統（鴨居・東本郷線）
| No.  | 運行区間 |
| ---- | --- |
| 221A | 鴨居駅前 - 牧野記念病院 - 東本郷郵便局 - 三菱公園 - みどり支援学校 - 東本郷ケアプラザ                                       |
| 221B | 鴨居駅前 - 牧野記念病院 - [←ばら自治会館] - 東本郷二丁目 - 御嶽前 - 第三団地 - 三菱公園 - みどり支援学校 - 東本郷ケアプラザ |

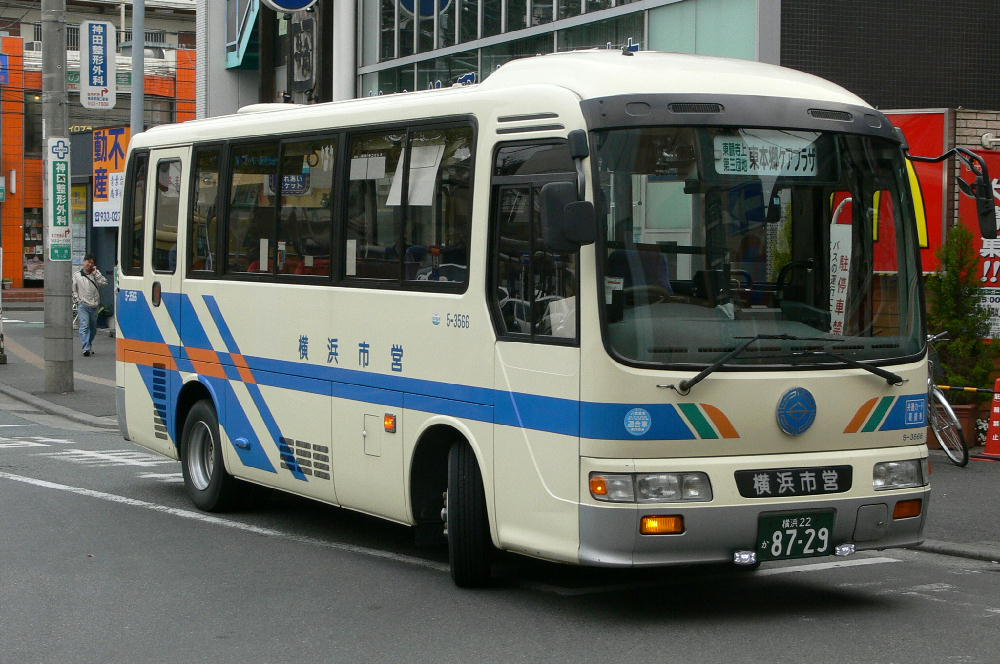
鴨居東本郷線で使用される小型車
日野・リエッセ (5-3566)
滝頭営業所からの転属車

2007年3月26日に開設されたミニバス路線。12・36・39系統の運行経路の間である、東本郷地区内の狭隘路を縫うように経由するコミュニティバス的性格を持つ。
書類上の系統番号は221系統であるが、路線開設時の諸般の事情により系統番号は掲示されず、旅客案内上は「鴨居・東本郷線」と称される。
朝・夜は東本郷の住宅地を経由せず東本郷ケアプラザまで直接向かう便が、日中は東本郷の住宅地内を迂回する便が運行される。
2024年10月1日のダイヤ改正より「みどり養護学校」は「みどり支援学校」へ変更される事が発表された。
車両は小型車（日野・ポンチョ）が使用される。

### 240系統
| No.  | 運行区間                                                           |
| ---- | ------------------------------------------------------------------ |
| 240C | 中山駅前 → 森の台小学校入口 → メープルランド → 台村中央 → 中山駅前 |

路線沿革
- 2013年3月30日： 開設。6ヶ月程度を目処とする試験運行とされ、朝夕はラケット型の経路での循環運行（A、中山駅→メープルランド→オリーブランド→中山駅）とされた。
- 2014年3月29日： 本格運行開始。240系統Aを廃止し、全便240系統Bの経路で中型車を使用しての運行を開始。

緑区内でバス路線の空白地域となっていた森の台地区の住宅街で、新規に運行開始した路線である。短距離ながら高低差が大きい経路であり、森の台地区から中山駅までの経路では狭隘区間を経由するため、全便が中型車で運行される。
開設より6か月程度の試験運行期間が設けられ利用状況が検討された結果、運行継続が決定した。本格運行への移行に伴い、朝夕に運行されていたA区間便は廃止され、全便がB運行便に置き換えられた上で、全便が中型車による運行となった。

### 248系統
| No.  | 運行区間                                                                        |
| ---- | ------------------------------------------------------------------------------- |
| 248B | 笹山団地 → 梅の木 → 西谷駅前 → 愛宕旭環境センター前 → 千丸台団地 → 千丸台集会所 |
| 248C | 千丸台集会所 → 千丸台団地 → 旭環境センター前 → 西谷駅前 → 梅の木 → 笹山団地中央 |

- 2021年4月1日：62・119系統（峰小学校発着便）の代替として運行開始[2]。
- 2022年4月1日：ダイヤ改正により全便が千丸台集会所発着となる[16]。
- 2025年1月6日：西谷駅方向の愛宕バス停を廃止[13]。

2021年4月1日のダイヤ改正で廃止・大幅に運行本数が減少した62・92・119（峰小学校発着便）系統の代替として設定された路線。笹山団地から神奈川県道109号、国道16号を通り千丸台団地までを結ぶ路線で、相鉄本線・相鉄新横浜線の西谷駅を経由する。笹山団地 - 梅の木間は92系統、梅の木 - 千丸台団地間は神奈川中央交通62系統と重複区間である。前身となる62・119系統から引き続き梅の木 - 千丸台団地間は神奈中バスとの共通定期券の適用区間となっている。開設当時は千丸台方向の日中時間帯運行便のみ千丸台集会所まで運行し、朝夕運行の千丸台方向と笹山方向の全便は千丸台団地発着になっていたが、2022年4月のダイヤ改正より、時間帯を問わず全便が千丸台集会所発着となった。

### 275系統（ふれあいバス・緑区上山地区）
| No.  | 運行区間                                      |
| ---- | --------------------------------------------- |
| 275B | 中山駅前 → 上山町公園 → 池ノ谷公園 → 中山駅前 |

路線沿革
- 2013年3月30日： 若葉台営業所所管の272系統（ふれあいバス・緑区）を中山駅を境に分割、東側が緑営業所所管の275系統（ふれあいバス・緑区上山地区）として独立し開設。

交通局の地域貢献策として2009年12月に試行運行が開始された、コミュニティバス的性格を持つ特殊系統である。240系統と同様に、駅との高低差が大きいながら路線の空白地域であった上山地区とJR横浜線中山駅を結ぶ福祉路線であり、運行には中型車が用いられる。
開設当初は若葉台営業所の所管で、十日市場方面から緑区内の長区間を循環運行する運行形態（272系統）であったが、2013年より中山駅を起点にラケット型経路で上山地区を循環する形態へ改められ、275系統となった。

### 295系統
| No.  | 運行区間                                            |
| ---- | --------------------------------------------------- |
| 295B | 新横浜駅前 - 山王森公園前 - 菅田町入口 - 西菅田団地 |

路線沿革
- 2012年2月13日： 試験運行を開始。
- 2014年6月1日： 約2年間の試験運行を終え、ダイヤ改正により本格運行開始。
- 2024年4月1日： 西菅田団地 - 菅田町区間が廃止となり西菅田団地発着に変更[3][4]。

36系統が運行する神奈川区の菅田道路沿線と新横浜駅を結ぶ系統である。かつて120系統としてほぼ同区間の運行があったものを地域の要望に応える形で試験的に再新設された。当初は日中数便のみの運行であり、試験運行の目途は1年程度とされていた。新横浜駅前 - 菅田町入口間の運行経路が旧120系統は港神境停留所を経由するのに対し、295系統は山王森公園前停留所を経由する点で異なっている。
当初は1年間の試験運行を予定していたが、2013年3月30日よりさらに1年程度の延長に変更し、本数も1日4往復から運行時間帯を朝夕夜に拡大の上で1日8往復とし、おおむね2時間に1本で試験運行をすることとなった。
2014年6月1日のダイヤ改正をもって、約2年程度の試験運行を終了し本格運行へ移行した。1日3往復で、朝の時間帯は西菅田団地 → 新横浜駅前の運行、夕方の時間帯は新横浜駅 → 西菅田団地の運行となっている。
2024年4月1日のダイヤ改正にて運行区間の短絡化により西菅田団地発着となった。
なお西菅田団地停留所は相鉄バス浜1系統の同名停留所とは別位置にあり、両バス停間は徒歩で10分程度かかる。西菅田団地 - 新横浜駅区間は相鉄バス浜1系統も走行しており、こちらは相鉄バス道路碑で直進し、泉谷寺前 - 又口橋区間は39系統と並行しており、「岸根」交差点を左折して新横浜駅に向かうルートである。

### 305系統
| No.  | 運行区間                                                           |
| ---- | ------------------------------------------------------------------ |
| 305A | 市が尾駅 - 泉田向 - 夕やけ橋 - 川和台 - 石橋 - 貝の坂 - 中山駅北口 |
| 305B | 市が尾駅 - 泉田向 - 夕やけ橋 - 川和台 - 石橋                       |
| 305D | 中山駅北口 → 貝の坂 → 石橋 → 川和台 → 夕やけ橋                     |

路線沿革
- 1990年1月29日： 305系統市が尾駅 - 石橋 - 中山駅北口を開設。当初は緑営業所が担当。
- 1991年6月28日： 港北ニュータウン営業所に移管。
- 1993年9月29日： 市が尾駅 - 石橋 - 瑞雲寺前 - 港北ニュータウン車庫運行便(C)を新設。
- 2000年4月1日： 372系統深夜バス市が尾駅→石橋を新設。
- 2007年3月15日： 緑営業所へ移管。港北ニュータウン営業所への出入庫線を廃止。
- 2021年10月1日：川和高校入口発の中山駅北口便（G）を廃止。
- 2024年4月1日：中山駅北口始発夕やけ橋行きが毎日1本運行されるようになる。また372系統深夜バスが廃止[3]。

若葉台営業所と共管。港北ニュータウン南部と市が尾駅、中山駅北口を結ぶ港北ニュータウン内の主要路線の一つである。
メインは市が尾駅 - 中山駅北口の通し運行で、日中毎時2本の運行。朝夕はそれに加えて市が尾駅 - 石橋間の折返便がある。深夜バス（372系統）の運行もあったが、2024年の4月1日のダイヤ改正で廃止された。
1991年 - 2007年3月14日の間は港北ニュータウン営業所が担当し、出入庫路線に様々なバリエーションがあったが、緑営業所所管に戻ったことで元のシンプルな形に戻っている。

### 306系統
| No.  | 運行区間                                                         |
| ---- | ---------------------------------------------------------------- |
| 306H | 市が尾駅 - 泉田向 - 大丸 - 都筑ふれあいの丘駅 - センター南駅     |
| 306I | 川和高校入口 → 大丸 → 都筑ふれあいの丘駅 → 御影橋 → センター南駅 |

路線沿革
- 1990年3月1日： 306系統市が尾駅 - センター南 - 牛久保西2丁目 - あざみ野駅線を開設。緑営業所川和派出所の担当で、東急バスと共同運行であった。
- 1991年6月28日： 川和派出所が港北ニュータウン営業所に昇格、これに伴い同営業所へ移管。
- 1993年3月18日： 横浜市営地下鉄3号線（現：ブルーライン）あざみ野延伸に伴い、市が尾駅 - センター南駅間の運行に短縮。センター南駅 - 中川駅 - あざみ野駅間を311系統（初代）として分離（後に311系統は1994年11月7日に廃止）。港北ニュータウン車庫 - センター南駅 - センター北駅運行便(C)と港北ニュータウン車庫 - センター南駅運行便(D)を新設。市営バス単独運行となる。また、それまで301系統であった市が尾駅 - 港北ニュータウン車庫入出庫便と市が尾駅 - 荏田南運行便を306系統に変更。
- 1996年4月26日： 港北ニュータウン車庫 - センター南駅 - センター北駅運行便(C)を廃止。
- 2000年4月1日： 市が尾駅→荏田南間の深夜バスを廃止。
- 2007年3月15日： 港北ニュータウン営業所の閉鎖に伴い、緑営業所へ再移管。港北ニュータウン営業所への出入庫線と荏田南発着の路線を廃止。川和高校入口→センター南駅運行便を新設。
- 2008年3月30日： 市営地下鉄グリーンラインの開通に伴い、9時 - 16時の便を都筑ふれあいの丘駅経由便(H)に変更。
- 2021年10月1日：都筑ふれあいの丘駅を経由しないルート（B）を廃止し、全便が都筑ふれあいの丘駅を経由するルート（H）に変更。

305系統と同じく、若葉台営業所と共管系統である。東急田園都市線市が尾駅と港北ニュータウンの拠点駅であるセンター南駅を結ぶ路線である。概ね30分間隔で運行しており、全便グリーンライン都筑ふれあいの丘駅に乗り入れる。
1993年3月17日までは市が尾駅 - あざみ野駅間を結ぶ路線で、東急バス虹ヶ丘営業所と共同運行していたが、翌日にセンター南駅までに短縮された上で横浜市営バス単独での運行に変更された。
港北ニュータウン営業所所管時代は、市が尾・センター南両駅への出入庫便も担当した主要路線の一つで、区間便も合わせて運行便数が多かった。

## 廃止・移管路線

### 23・65系統
| No. | 運行区間 |
| --- | --- |
| 23A | 中山駅 - 新治町 - 十日市場駅 - 上の原 - 長津田駅 - 片町 - 田奈駅 - 中恩田橋 - こどもの国入口 - 奈良北団地折返場 |
| 23H | 十日市場駅 - 稲荷前 - 田奈駅 - 中恩田橋 - こどもの国入口 - 奈良北団地折返場                                     |
| 23R | 青葉台駅 - 十日市場駅 - 新治町 - 杉沢 - 三保中央 - 中山駅                                                       |
| 23S | 青葉台駅 - 十日市場駅 - 新治町 - 杉沢 - 三保中央                                                                |
| 23L | 中山駅 - 新治町 - 十日市場駅 - 郵便局前 - 若葉台車庫 - 若葉台中央                                               |
| 65A | 青葉台駅 - 十日市場駅 - 中丸入口 - 霧が丘公園前 - 若葉台近隣公園前 - 保育園前 - 若葉台中央                      |
| 65B | 青葉台駅 - 十日市場駅 - 中丸入口 - 霧が丘公園前 - 若葉台近隣公園前 - 地区公園 - 若葉台中央                      |
| 65C | 中山駅 - 新治町 - 十日市場駅 - 中丸入口 - 霧が丘公園前 - 若葉台車庫                                             |

2007年3月15日、全便が若葉台営業所の所管となり共管運行は解消された。同時に子系統の中山駅 - 三保中央 - 青葉台駅運行便(23系統R)と中山駅 - 若葉台車庫運行便（65系統C）は廃止された。

### 28系統
| No. | 運行区間                                                          |
| --- | ----------------------------------------------------------------- |
| 28A | 中山駅北口 ← 地蔵尊前 ← ららぽーと横浜 ← 根岸前 ← 新開橋 ← 新羽駅 |
| 28B | 中山駅北口 → 地蔵尊前 → ららぽーと横浜 → 根岸前 → 新開橋 →新羽駅  |

路線沿革
- 2023年1月4日： 28系統中山駅北口 - 新羽駅を開設。
- 2024年1月：平日の運行のほとんどを港北営業所に移管。
- 2024年10月：土曜ダイヤの運行の一部も港北営業所に移管。
- 2025年3月15日：平日ダイヤも含め全ての運行が港北営業所に移管。

2023年1月4日のダイヤ改正で新設された中山駅北口と新羽駅を結ぶ系統である。同改正にて廃止となった、41系統ららぽーと横浜発着便(港北営業所所管)の代替的な役割を担っている。
この系統の運行開始に伴い、緑産業道路沿いに新たに「梅田橋西」「ららぽーと横浜」「佐江戸中央」が新設され、ららぽーと横浜の開業以来続いてきたバスロータリーへの乗り入れが廃止された。
28系統の系統番号は過去に保土ヶ谷営業所の路線で使用されており、当系統は2代目である。
詳細は横浜市営バス保土ケ谷営業所#28系統を参照。

### 33系統
| No. | 運行区間                                                      |
| --- | ------------------------------------------------------------- |
| 33D | 市が尾駅 - 泉田向 - 大丸 - 柚の木谷 - 中川駅入口 - あざみ野駅 |

元は港北ニュータウン営業所の担当であったが、同所の廃止に伴い、緑営業所へ移管された。
2013年3月29日の運行をもって全線を廃止した。これにより、折田公園前 - サントゥール中川間、荏田新道 - あざみ野駅間から一般路線バスの運行が消滅した。系統番号は後に保土ケ谷営業所の路線で再利用されている。

### 41系統
| No. | 運行区間 |
| --- | --- |
| 41A | 鶴見駅西口 - 岸谷2丁目 - 白幡 - 東高校前 - 内路 - 菊名駅前 - 大倉山駅 - 太尾西住宅 - 新羽駅 - 新開橋 - 梅田橋 - 佐江戸 - 中山駅 |
| 41F | 新横浜駅 - 港北車庫 - 大倉山駅 - 下町会館前 - 新羽駅 - 新開橋 - 梅田橋 - 佐江戸 - 中山駅                                        |

2008年2月9日、全便が港北営業所の所管となり共管運行は解消された。また1997年までは鶴見駅西口 - 中山駅の全区間を直通する便が運行されていたが、末期は早朝1往復のみの運行で緑営業所が担当していた。

### 73・74・90系統
| No. | 運行区間                                                                           |
| --- | ---------------------------------------------------------------------------------- |
| 73G | 中山駅 - 佐江戸 - 貝の坂 - 川和町 - 川和高校前 - センター南駅                      |
| 73H | 中山駅 - 佐江戸 - 貝の坂 - 川和町 - 川和高校前 - 都筑ふれあいの丘駅 - センター南駅 |
| 74A | 中山駅北口 → 谷津田原第一住宅入口 → 谷津田原第二住宅入口 → 中山駅北口              |
| 90A | 青葉台駅 - 青葉台営業所 - 山谷みどり台 - 中山駅北口                                |

2007年4月1日に港北ニュータウン営業所より移管を受け、2008年2月9日に若葉台営業所に再移管されるまでの間は、当営業所が73・74・90系統の運行を担当した。その後、73系統は2014年11月1日より再び当営業所が担当するようになった。

### 81系統
| No. | 運行区間                                                                            |
| --- | ----------------------------------------------------------------------------------- |
| 81A | 横浜駅西口 - 三ツ沢総合グランド入口 - 片倉町駅前 - 菅田町入口 - 西菅田団地 - 菅田町 |

1996年3月29日、12系統から分離独立して設定。横浜駅西口 - 菅田町を新横浜通り・菅田道路経由で運行する系統であった。
2007年3月31日をもって全区間が廃止された。同時に代替路線として291系統が設定された。

### 96系統
| No. | 運行区間                                                                |
| --- | ----------------------------------------------------------------------- |
| 96A | 横浜駅西口 - 東神奈川駅西口 - 六角橋 - 岸根公園前 - 菅田町入口 - 八反橋 |
| 96B | 東神奈川駅西口 - 六角橋 - 岸根公園前 - 菅田町入口 - 八反橋              |

1968年9月1日、八反橋 - 岸根公園前 - 横浜駅 - 県庁前線として開設された。後に横浜駅まで短縮の上西口発着に改められている。82系統が神奈川大学入口を経由するのに対し、これは岸根公園前から水道道を経由する路線であった。浅間町営業所との共管路線であった。
2007年3月31日をもって81系統などとともに全区間が廃止された。同時に代替路線として291系統が設定された。

### 120系統
| No.  | 運行区間                                             |
| ---- | ---------------------------------------------------- |
| 120A | 新横浜駅 - 港神境 - 菅田町入口 - 西菅田団地 - 菅田町 |

初代の120系統とは別系統である。
1996年3月29日、36系統が運行している菅田道路沿線から新横浜駅へアクセスするための路線として、81・82系統の設定などとともに120系統として開設され、平日の朝9時から夕方5時までの間に約30分に1本運行されていたが、通常の通勤や通学には使えない運行時間帯であった。
2007年3月31日をもって全区間が廃止された。120系統廃止に伴い、36系統菅田町 - 片倉町駅間区間便が増便されたほか、2008年4月30日より当系統廃止に対する施策として、菅田町入口停留所での36系統菅田町方面と129系統新横浜駅方面の乗り継ぎが無料となる乗り継ぎ運賃制度が制定された（詳細は横浜市営バス#乗継運賃制度（廃止）を参照）。2012年2月13日より、山王森公園前経由に変更した上で西菅田団地と新横浜駅を結ぶ295系統が路線として新設された。

### 136系統
| No.  | 運行区間                                                             |
| ---- | -------------------------------------------------------------------- |
| 136A | 中山駅前 ← 寺山町 ← 上白根入口 ← よこはま動物園                      |
| 136M | 中山駅前 → 寺山町 → 上白根入口 → よこはま動物園                      |
| 136N | 中山駅前 → 寺山町 → 上白根入口 → よこはま動物園 → よこはま動物園北門 |

路線沿革
- 1999年4月24日： 開設。担当営業所は若葉台・保土ヶ谷営業所。
- 2008年2月9日： 若葉台・保土ヶ谷営業所から緑営業所に移管。
- 2015年4月25日： 土休祝日昼間のよこはま動物園着を北門（降車専用）まで延長。
- 2024年10月1日： 市営便が撤退。相鉄バス単独運行となる（移管後の系統は旭14【急行】）[5][6]。

よこはま動物園「ズーラシア」の開園により1999年に新設された路線で、同園の営業時間帯のみ運行している。土休日昼間の中山駅前発便は、よこはま動物園北門まで客扱いを行う。また多客期は中山駅北口発着の臨時急行便が運行される。
ほぼ全線で相鉄バス旭11・13・14系統と経路が重なるが、旭11・13系統が途中で中原街道から外れてひかりが丘団地に立ち寄るのに対し、当系統は中山駅方面に直行する。また相鉄バス旭14系統は当系統と同一経路であるが、この路線においての2社局共通定期券の設定・取扱はない。
2024年9月30日をもって、横浜市営バスとしての運行を終了。翌10月1日以降は相鉄バスでの運行となった。

### 240系統
| No.  | 運行区間                                                       |
| ---- | -------------------------------------------------------------- |
| 240A | 中山駅→森の台小学校入口→メープルランド→森の台小学校入口→中山駅 |

森の台循環の新設時に、朝夕時間帯に運行されていた子系統。
2014年3月29日より、全便が240B系統の経路での運行となり廃止された。全便が中型車での運行であった。

### 277系統（ふれあいバス・神奈川区）
| No.  | 運行区間 |
| ---- | --- |
| 277A | 横浜駅西口 - 東神奈川駅西口 - 六角橋 - 神大寺 - 日枝橋 - 片倉町駅 - 八反橋 - 羽沢団地前 - 池上小学校下 - 小川橋 - 菅田町 - 鴨居駅前 - 緑車庫前 |
| 277B | 東神奈川駅西口 - 反町 - 東横反町駅前 - 三ツ沢上町駅前 - 片倉町入口 - 羽沢団地前 - 池上小学校下 - 小川橋 - 菅田町 - 鴨居駅前 - 緑車庫前         |

路線沿革
- 2012年2月13日 - 2013年3月29日： 82系統(E)として1年程度の試験運行として開設。
- 2013年3月30日：82系統(E)廃止、同時にふれあいバス(神奈川区)としての運行を開始。
- 2014年3月29日：経路変更を行う。
- 2021年3月31日：この日をもって運行終了[2]。

羽沢団地周辺地区から片倉町駅・六角橋方面と鴨居駅方面への便を図るため、浅間町営業所担当で、既存の82系統を延伸する形で2012年2月13日から2013年3月29日まで1年程度の試験運行を行った。2013年3月30日からはふれあいバス（神奈川区）として運行されることとなり、同時に緑営業所へ移管された。
その後、2014年3月29日ダイヤ改正で経路変更が行われ、三枚町 - 六角橋 - 東神奈川駅西口 - 横浜駅西口を廃止し、新ルートとして三枚町 - 片倉町入口 - 三ツ沢上町駅前 - 東横反町駅前 - 反町 - 東神奈川駅西口のルートが採用された。途中、三枚町 - 小川橋で相鉄バス浜1系統の経路と重複し、併走区間では相鉄バスの停留所を共用していた。
2021年4月1日のダイヤ改正で廃止された。

### 308系統
| No.  | 運行区間                                                                             |
| ---- | ------------------------------------------------------------------------------------ |
| 308B | センター南駅 - 北部病院前 - 二の丸 - 星ヶ谷 - 源東院 - 仲町台駅                      |
| 308C | センター南駅 - 北部病院前 - 都筑ふれあいの丘駅 - 二の丸 - 星ヶ谷 - 源東院 - 仲町台駅 |

路線沿革
- 1994年11月7日： センター南駅 - 都筑ふれあいの丘 - 星ヶ谷 - 源東院 - 仲町台駅として開設。担当営業所は港北ニュータウン営業所。
- 2003年6月23日： 都筑ふれあいの丘経由から北部病院前経由・二の丸廻りに変更。
- 2006年1月30日： 港北ニュータウン営業所から港北営業所へ移管。
- 2007年4月1日： 横浜市生活交通バス路線維持制度による補助対象路線となる。
- 2008年3月30日： 市営地下鉄グリーンライン開業に伴い、日中運行便のみ都筑ふれあいの丘駅経由に変更。
- 2015年4月1日： 港北営業所から緑営業所へ移管。
- 2017年9月30日 : 都筑ふれあいの丘駅に終日経由するようになる。同時に318系統に名称変更。

都筑区が港北区から分区したことに合わせて開設された、市営バス初のミニバス路線である。運行開始時は港北ニュータウン営業所が担当していた。
昭和大学横浜市北部病院前や都筑スポーツセンター付近、ニュータウン開発以前からの集落と農業生産地域が続く折本地区を経由して、市営地下鉄センター南駅・仲町台駅間を結ぶ系統である。路線名称は星ヶ谷線とされている。北部病院付近ではループする運行経路をとっており、日中運行便のみ途中都筑ふれあいの丘駅に立ち寄る。
狭隘区間を経由するため、全便が小型車・中型車で運行される。運行開始時には専用車両として小型車の三菱ふそう・エアロミディMJ（U-MJ217F、観光マスク）が4台導入され、白と緑を基調とした専用塗装が採用された。また130・131系統 (Yループ) で使用されていた中型車の日産ディーゼル・RB（P-RB80G、1989年式）が1台転属し、同じ塗装に変更されて使われていた。
行政的要請から設けられたコミュニティバス的性格を持つ路線であるため、当初から一般会計から支出される行政路線補助金によって運行赤字額の補填を受けながら運行されていた。路線廃止が予定されていた2007年からは横浜市道路局から横浜市生活交通バス路線維持制度による補助金を受け運行が継続されていた。
2017年10月1日より、都筑ふれあいの丘駅 - 仲町台駅の区間運行に重きを置くことになり、318系統へ名称変更。318系統は北部病院を経由しなくなった。

### 310系統
| No.  | 運行区間                                                                  |
| ---- | ------------------------------------------------------------------------- |
| 310F | センター南駅 - 都筑ふれあいの丘駅 - 川和町駅 - 梅田橋 - 新開橋 - 仲町台駅 |

310系統は佐江戸・折本地区から都筑区役所へのアクセス対策路線であり、日中のみ1時間間隔で運行されていた。開業当初は川和台経由だったが、後に瑞雲寺前(現：川和町駅)経由へと変更された。
2007年の路線再編計画で廃止候補となり、2006年8月31日に神奈川県生活交通確保対策地域協議会へ退出申し入れが行われたが、横浜市生活交通バス路線維持制度の適用を受けることとなり運行が維持された。その後、2017年9月30日をもって廃止となった。

### 311系統
| No.  | 運行区間                                                        |
| ---- | --------------------------------------------------------------- |
| 311C | 川和町駅 - 川和台 - 石橋 - ららぽーと横浜西 - 鴨池大橋 - 緑車庫 |

市営地下鉄グリーンライン開業に伴い開業した川和町駅への連絡路線である。初代の311系統はセンター南駅 - 中川駅 - あざみ野駅間の路線で使用されていたもので、この311系統は2代目である。
運行開始当初は1時間に1 - 3本の運行だったが、2010年4月26日のダイヤ改正にて石橋側を緑車庫まで延伸した上で1時間間隔の運行へ減便された。川和台 - 緑車庫間は124系統と同経路を運行する。124系統との重複区間がほとんどであり、佐江戸地区から川和町駅への連絡も、73・310系統や東急バス市03系統で対応できることなどから、乗客は少なかった。
2013年3月15日をもって廃止された。

### 318系統
| No.  | 運行区間                                                                |
| ---- | ----------------------------------------------------------------------- |
| 318A | 都筑ふれあいの丘駅 - 二の丸 - 星ヶ谷 - 源東院 - 仲町台駅                |
| 318B | センター南駅 - 都筑ふれあいの丘駅 - 二の丸 - 星ヶ谷 - 源東院 - 仲町台駅 |

路線沿革
- 2017年10月1日： 308系統を引き継ぐ形で、センター南駅 - 都筑ふれあいの丘駅 - 星ヶ谷 - 源東院 - 仲町台駅として開業。
- 2025年3月15日：所管営業所が港北営業所に移管。

センター南駅・都筑ふれあいの丘駅から、ニュータウン開発以前からの集落と農業生産地域が続く折本地区を経由し、市営地下鉄仲町台駅までを結ぶ系統である。路線名称は星ヶ谷線とされている。
都筑ふれあいの丘駅に全ての便が立ち寄るが、曜日を問わず運行便のほとんどが都筑ふれあいの丘駅 - 仲町台駅の区間便であり、センター南駅〜仲町台駅の全区間を走行するバスは非常に少ない。狭隘区間を経由するため全便が小型車・中型車で運行される。
この系統の前身の308系統から引き続き、横浜市道路局から横浜市生活交通バス路線維持制度による補助金を受け運行されている。

### 373系統 (39系統深夜)
| No.  | 運行区間                                                                                |
| ---- | --------------------------------------------------------------------------------------- |
| 373A | 横浜駅西口→東神奈川駅西口→六角橋→篠原池→小机駅前→鴨居駅→緑車庫→中山駅→新治町→十日市場駅 |

2013年3月18日からは中山駅までの運行となり、中山駅 → 十日市場駅間は廃止された。

### 100系統
| No.  | 運行区間                        |
| ---- | ------------------------------- |
| 100A | 鴨居駅 - ららぽーと横浜（直行） |

ららぽーと横浜と鴨居駅を結ぶ直行バス（シャトルバス）。2014年5月1日、送迎バス運行を行う株式会社みつばコミュニティから移管された。
2015年4月1日付で横浜交通開発へ再移管された。
そして2022年4月1日にコロナによる利用者数の減少の影響で廃止となった。

## 車両
2004年の入札制度導入前は、緑・若葉台・本牧の3営業所では三菱ふそうを指定メーカーとしていた。横浜市営バスでは市内に狭隘路線が多いため短尺車を採用する営業所が多く、緑・若葉台の両営業所では短尺車を導入していた。なお本牧営業所管内では道路事情に恵まれていたこともあり標準尺車を選択していた。
1994年度下期車までの当営業所の車両は、方向幕部分の仕様が他営業所の車両と異なり、前面の系統番号幕と行先幕が2分割されており特徴的であった。分割方向幕を採用していたのは、12・23・36・41系統など、同じ系統番号で多数の運行パターンが存在する系統が多数あり、方向幕のコマ数を削減して整備等の手間を軽減する狙いがあったためで、同じく三菱ふそう製車両の短尺車を導入していた若葉台営業所の車両とは容易に区別できた。また1993年からは横浜市営バスで三菱ふそう製蓄圧式ハイブリッドバス「MBECS」の導入が始まり、緑営業所にも導入されたが、分割方向幕を採用していたため他の営業所の車両と区別できた。この仕様の車両はすでに全車が除籍されており在籍しない。
入札制度の導入から2011年度までは三菱ふそう製車両の納入がなかったため、現在ではいすゞ自動車製車両と、ジェイ・バス製統合車種の日野自動車の車両が多くなっている。
在籍車両の大半は一般路線用の大型短尺車である。その他、73・80・240・277・318系統・275系統（ふれあいバス・緑区上山地区）などでは中型車が用いられ、過去には275系統（ふれあいバス・緑区上山地区）で日野・レインボーHRの7m車なども用いられた。2007年には、221系統（鴨居・東本郷線）の開設に伴い、滝頭営業所から小型車の日野・リエッセが転属してきた。2018年までに、レインボーHR・リエッセ共に2代目日野・ポンチョによって置き換えられている。
かつては滝頭営業所から転属したCNG仕様の日産ディーゼル製の大型短尺車が在籍していたが、2012年に港北営業所から転属してきたいすゞ・エルガCNGノンステップ車に置き換えられた。さらに2017年8月にいすゞ自動車製の新型車両の置き換えによりエルガCNG車は除籍され、緑営業所にCNG車の在籍はなくなった。